# Letesenbet Gidey
Letesenbet Gidey (ur. 20 marca 1998 w Endameskel) – etiopska lekkoatletka specjalizująca się w biegach długodystansowych, rekordzistka świata na różnych dystansach.
Podwójna złota medalistka mistrzostw świata w biegach przełajowych w Guiyangu (2015). Dwa lata później w Kampali ponownie zdobyła dwa złote krążki tej imprezy. Jedenasta zawodniczka światowego czempionatu w Londynie (2017). Podczas mistrzostw świata w Dosze zdobyła srebrny medal w biegu na 10 000 metrów (2019). W 2021 sięgnęła po brąz igrzysk olimpijskich w Tokio na dystansie 10 000 metrów. Mistrzyni świata z 2022 i wicemistrzyni z 2023 w biegu na 10 000 metrów.

## Osiągnięcia
| Rok  | Impreza                                   | Miejsce   | Konkurencja                | Pozycja     | Wynik    |
| ---- | ----------------------------------------- | --------- | -------------------------- | ----------- | -------- |
| 2015 | Mistrzostwa świata w biegach przełajowych | Guiyang   | bieg juniorek na ok. 6 km  | 1. miejsce  | 19:48    |
| 2017 | Mistrzostwa świata w biegach przełajowych | Kampala   | bieg juniorek na ok. 6 km  | 1. miejsce  | 18:34    |
| 2017 | Mistrzostwa świata                        | Londyn    | bieg na 5000 m             | 11. miejsce | 15:04,99 |
| 2019 | Mistrzostwa świata                        | Doha      | bieg na 10 000 m           | 2. miejsce  | 30:21,23 |
| 2021 | Igrzyska olimpijskie                      | Tokio     | bieg na 10 000 m           | 3. miejsce  | 30:01,72 |
| 2022 | Mistrzostwa świata                        | Eugene    | bieg na 5000 m             | 5. miejsce  | 14:47,98 |
| 2022 | Mistrzostwa świata                        | Eugene    | bieg na 10 000 m           | 1. miejsce  | 30:09,94 |
| 2023 | Mistrzostwa świata w biegach przełajowych | Bathurst  | bieg seniorek na ok. 10 km | –           | DQ       |
| 2023 | Mistrzostwa świata                        | Budapeszt | bieg na 10 000 m           | 2. miejsce  | 31:28,16 |

## Rekordy życiowe
- bieg na 3000 metrów – 8:20,27 (2019) 10. wynik w historii światowej lekkoatletyki
- bieg na 5000 metrów – 14:06,62 (2020) były rekord świata, rekord Etiopii, 4. wynik w historii światowej lekkoatletyki
- bieg na 10 000 metrów – 29:01,03 (2021) były rekord świata, rekord Etiopii, 2. wynik w historii światowej lekkoatletyki
- bieg na 15 kilometrów – 44:20 (2019) rekord świata
- półmaraton – 1:02:52 (2021) rekord świata
- maraton – 2:16:49 (2022) 7. wynik w historii światowej lekkoatletyki